# Sarcòfag romà

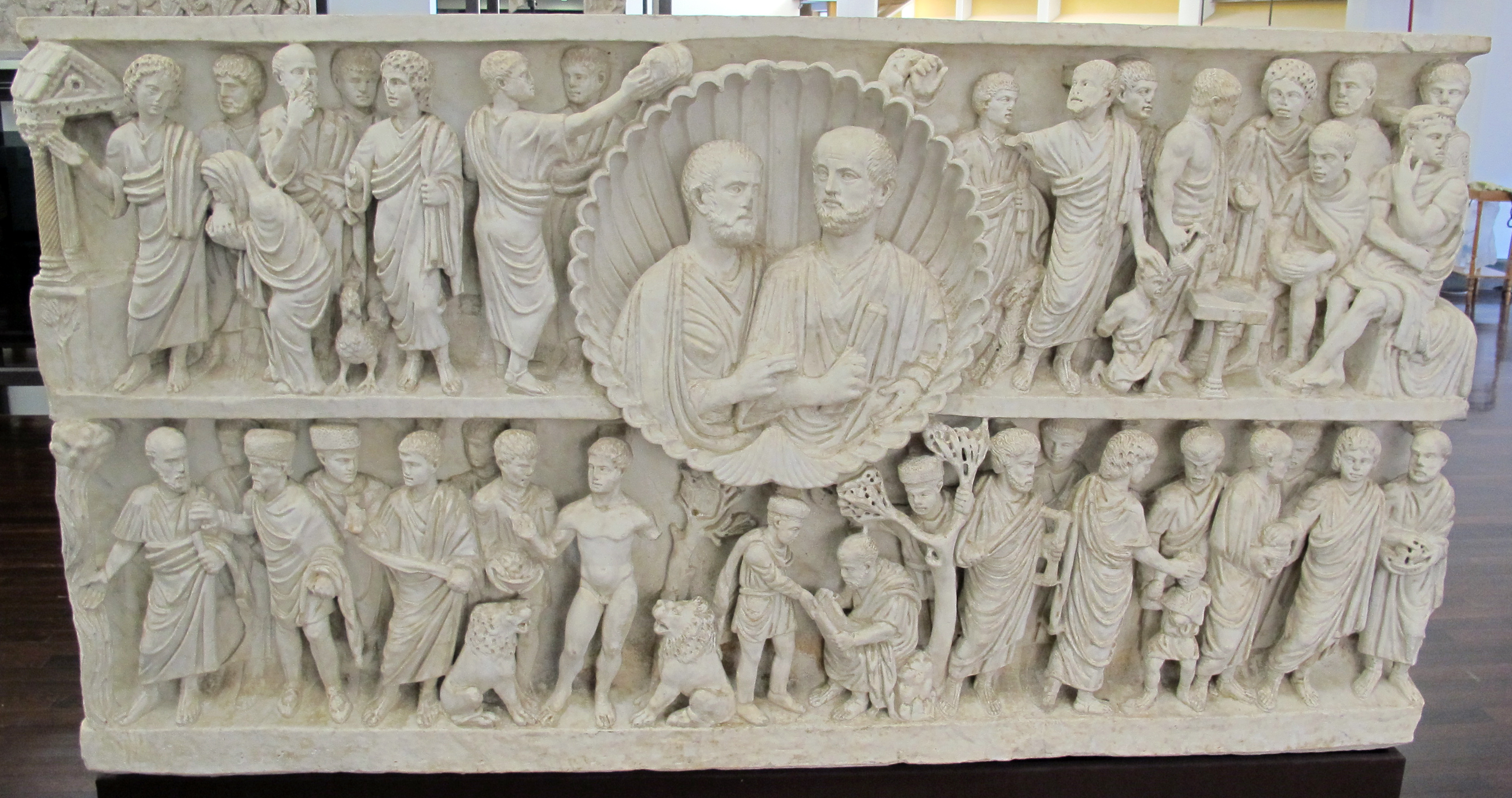
L'anomenat Sarcòfag dogmàtic, o dels Dos Germans, del, on hi ha representades escenes bíbliques (Museo Pio Cristiano, Museus Vaticans)

Al món romà, el ritu de la inhumació es solia fer amb sarcòfags. A Roma, llevat d'alguns precedents en època republicana, l'ús d'aquests contenidors funeraris es va estendre sobretot a partir del segle ii, quan es va reprendre l'hàbit d'enterrar els morts, un cop es va abandonar la pràctica de la incineració.
Se'n feien de materials diversos, com ara el peperino –una pedra autòctona de la península itàlica–, el tuf, el marbre i el pòrfir vermell. Sovint estaven ricament esculpits amb baixos relleus de temàtica variada, ja que es van difondre especialment entre les capes benestants de la població, que d'aquesta manera feia ostentació del seu estatus dins la societat.
En època romana, les tombes havien de situar-se fora del perímetre sagrat de la ciutat –el que els habitants de Roma en deien el pomerium–, i s'implantaven entorn de les vies que sortien de les ciutats. A Roma, trobem sarcòfags tot al voltant de la via Àpia, la via Ostiense i la via Triomfal. Al llarg d'aquestes importants vies d'accés a la ciutat sorgien necròpolis i monuments funeraris, on es col·locaven els sarcòfags. La pràctica s'estén així mateix per tot l'Imperi Romà.
Els sarcòfags estaven decorats en tres dels costats frontals, els que es podien apreciar a simple vista, ja que l'altre costat sense decoració anava adossat a un mur. Així, es diferencien dels sarcòfacs de Grècia o l'Àsia Menor, que estan esculpits per tots quatre costats, ja que se situaven al mig d'un templet.
La temàtica ornamental que revestia més sovint els sarcòfags comprèn garlandes de fruites i flors, composicions heràldiques o figures humanes reals o mitològiques. Solen incloure un retrat de la persona morta, amb escenes que il·lustren la vida pública o privada del difunt amb l'ajuda d'elements mítics o al·legòrics, i s'hi representen aspectes com el matrimoni, la vida militar, ofrenes de sacrificis i altres formes de preparar-se per a la vida en el més enllà.

## Galeria d'imatges

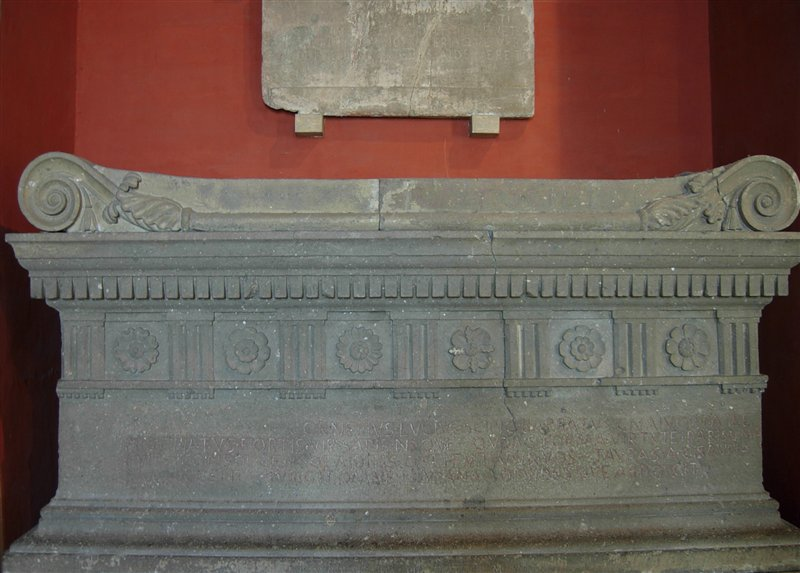
Sarcòfag de Luci Corneli Escipió Barbat (segle iii)
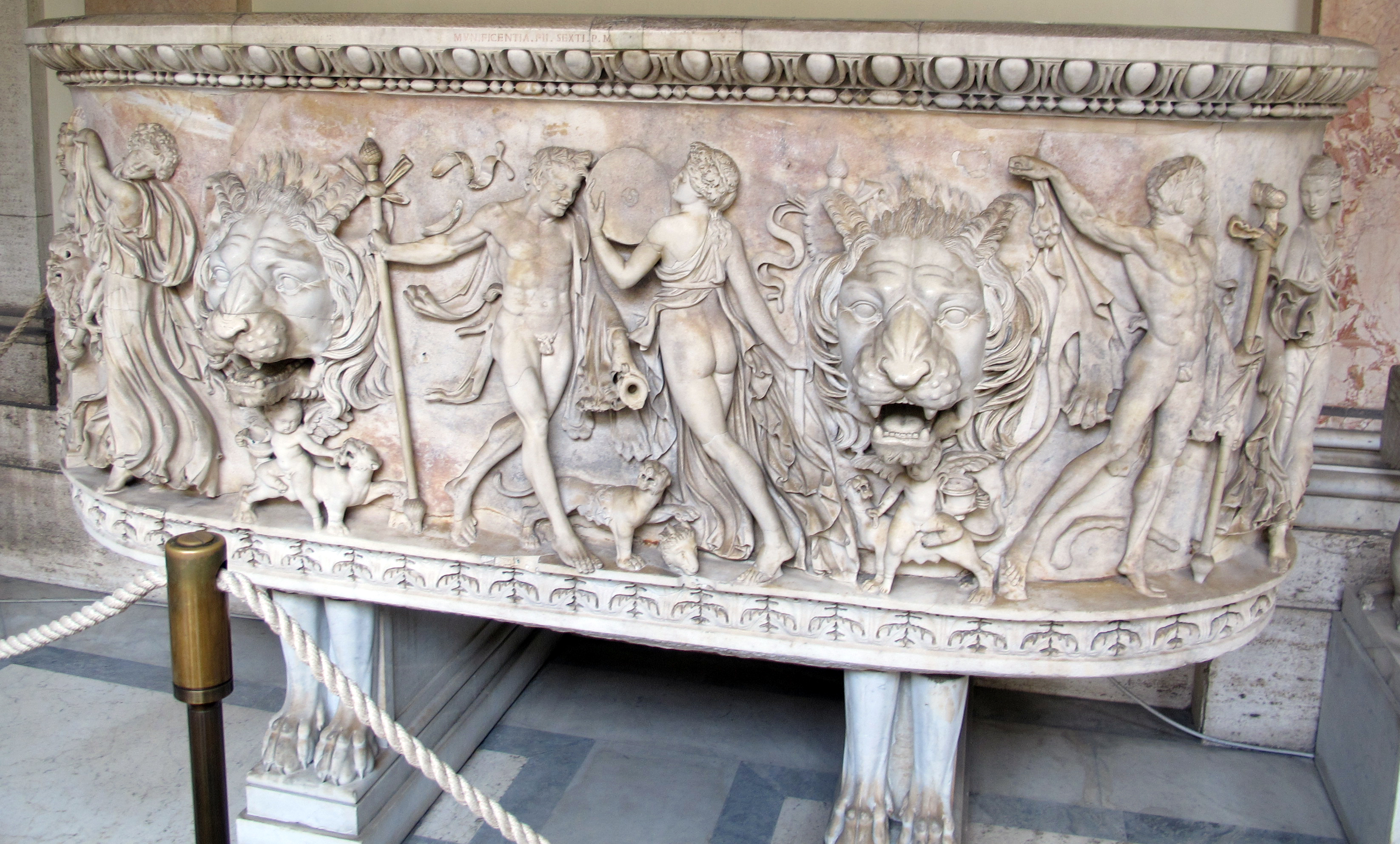
Sarcòfag amb un seguici dionisíac (segle II)
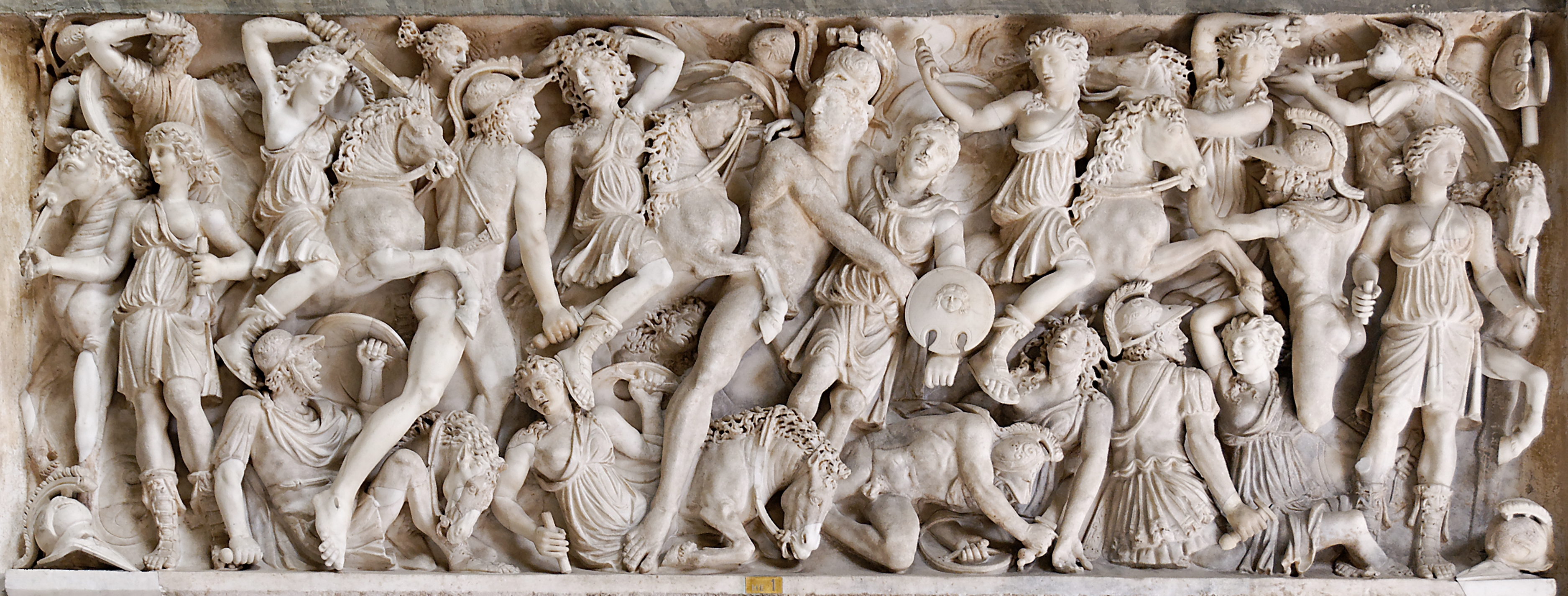
Sarcòfag amb una escena de la Guerra de Troia on es representa el combat dels aqueus contra les amazones
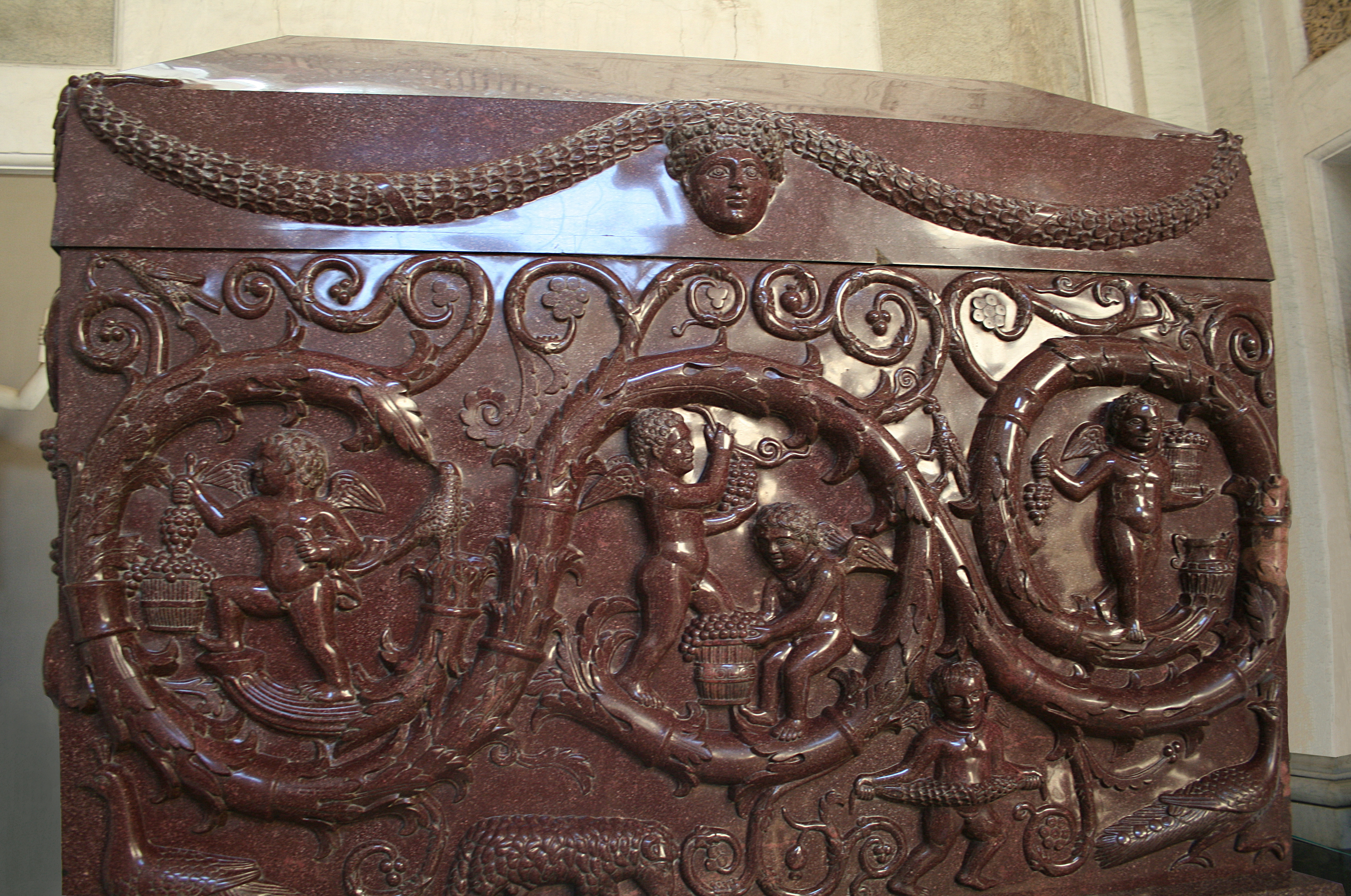
Sarcòfag de Flàvia Júlia Constantina, filla de l'emperador Constantí I
El sarcòfag Ludovisi